# Haute-vallée-de-l'orb
 (octobre 2015).
Le vin haute-vallée-de-l'orb, anciennement « vin de pays de la haute-vallée de l'Orb », est un vin français d'indication géographique protégée (IGP), essentiellement produit dans les haut-cantons du département de l'Hérault.
L'Orb est un fleuve côtier français, parcourant les départements de l'Aveyron et de l'Hérault. La haute vallée de l'Orb est un territoire de petite et moyenne montagne, qui correspond à la partie ouest des Cévennes, sur les contreforts du massif central. L'influence climatique y est encore de type méditerranéen tempéré, ce qui en fait un terroir adapté à la viticulture, à une altitude comprise entre 200 m et 600 m.

## Histoire
La culture de la vigne dans cette zone est très ancienne. En effet, la vigne a été introduite dès l'antiquité.
Au Moyen Âge, les moines des abbayes de Joncels et Villemagne développent la culture de la vigne sur les coteaux. L'agriculture reste cependant diversifiée : agriculture vivrière, céréales, élevage, vigne et châtaignes.
Au XIXe siècle, l'activité ouvrière et minière se développe dans la zone. A cette époque, les ouvriers commencent à cultiver la vigne dans de petites parcelles, ce qui va contribuer à développer la viticulture locale.
Plus récemment, la viticulture locale s'est tournée vers une production de meilleure qualité afin de mieux répondre à la demande des consommateurs.
L'appellation vin de Pays de la Haute-vallée-de-l'orb apparait avec le décret du 5 avril 1982. Le vignoble couvre aujourd'hui 1400Ha.

## Géographie

### Aire de l'IGP

#### Zone principale[N 1]

##### Les communes de l'Hérault

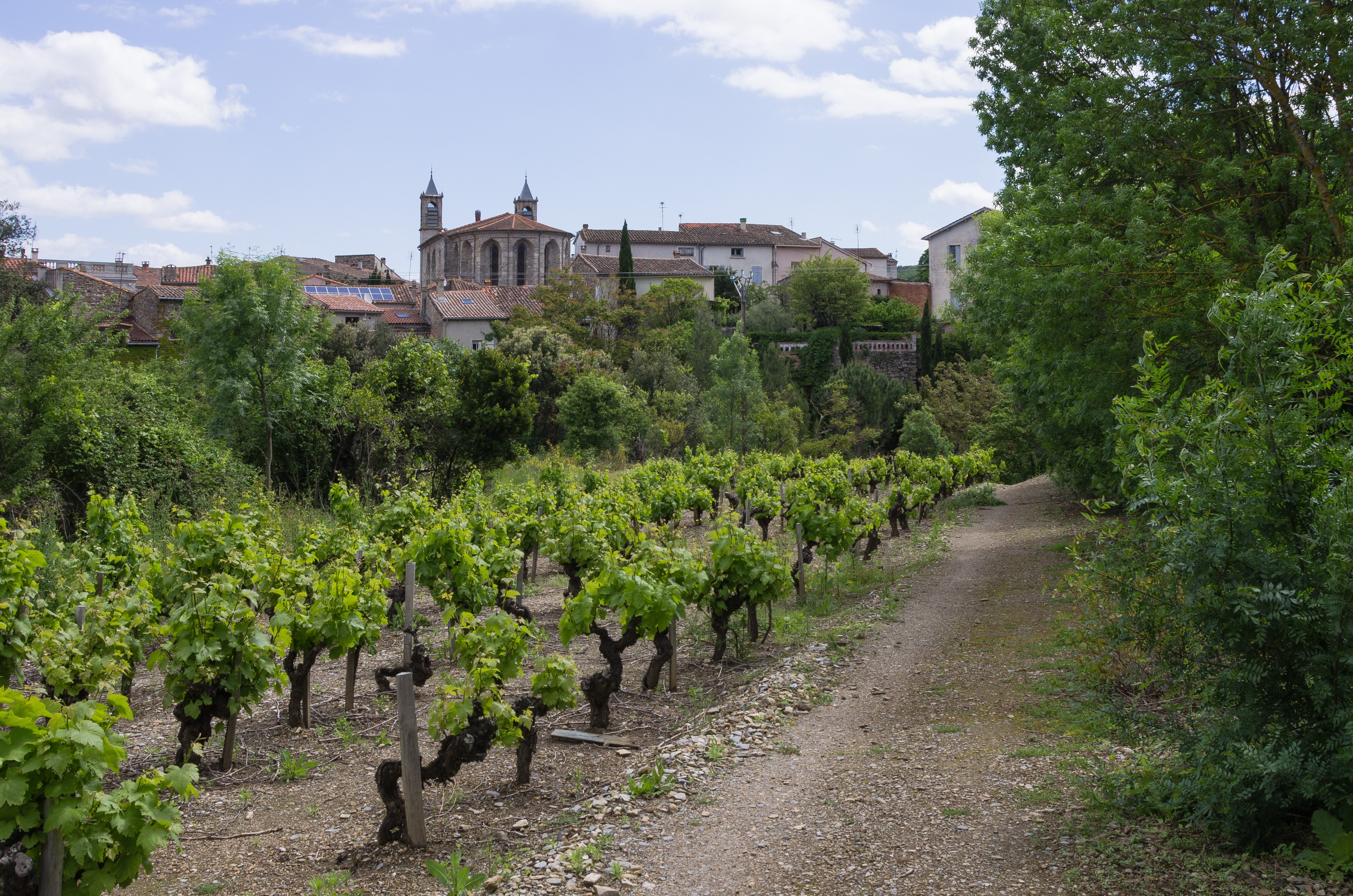
Les Aires

32 communes sont concernées dans l'Hérault : Les Aires, Avène, Bédarieux, Le Bousquet-d'Orb, Camplong, Carlencas-et-Levas, Colombières-sur-Orb, Combes, Dio-et-Valquières, Graissessac, Hérépian, Joncels, Lamalou-les-Bains, Lunas, Mons, Olargues, Pézènes-les-Mines, Le Poujol-sur-Orb, Le Pradal, Prémian, Roquebrun, Rosis, Saint-Étienne-d'Albagnan, Saint-Étienne-Estréchoux, Saint-Gervais-sur-Mare, Saint-Julien, Saint-Martin-de-l'Arçon, Saint-Vincent-d'Olargues, Taussac-la-Billière, La Tour-sur-Orb, Vieussan et Villemagne-l'Argentière.

#### Zone de proximité immédiate[N 2]
25 communes sont concernées dans l'Hérault : Ceilhes-et-Rocozels, Roqueredonde, Les Plans, Lodève, Lavalette, Octon, Brenas, Mérifons, Salasc, Valmascle, Montesquieu, Faugères, Fos, Roquessels, Cabrerolles, Saint-Nazaire-de-Ladarez, Causses-et-Veyran, Cessenon, Berlou, Ferrières-Poussarou, Riols, Fraisse-sur-Agout, Cambon-et-Salvergues, Castanet-le-Haut, Saint-Geniès-de-Varensal.

### Orographie et géologie
Il existe une grande diversité de sols au sein de la zone. Sept unités pédo-paysagères ont ainsi été identifiées:
- Plateaux sur formation volcanique,
- Collines sur substrat métamorphique,
- Versant sur grès et marne,
- Ruffes du Lodévois,
- Plateaux et collines calcaire,
- Plaines colluviales récentes,
- Grès acide.

Ceci fait de ce vignoble un des plus diversifiés de France en ce qui concerne les types de sols.Malgré cette diversité, la vigne a un comportement homogène.

### Climat
La zone est dominée par un mésoclimat méditerranéen attenué. Ce climat est favorisé par des nuits d'été fraîches, qui permettent aux raisins d'atteindre leur pleine maturité sur une période plus longue qu'en plaine.
La pluviométrie moyenne annuelle sur la zone est comprise entre 800 et 1200 mm.

## Vignoble

### Encépagement

#### Cépages noirs
Les variétés noires utilisées sont :  le Cabernet franc N, le Cabernet Sauvignon N, le Carignan N, le Cinsault N, le Cot N, le Grenache N, le Marselan N, le Merlot N, le Morrastel N, le Mourvèdre N, le Muscat à petits grains rouges Rg, le Petit verdot N, le Pinot noir N, le Syrah N, le Tempranillo N, et le Terret noir N.

#### Cépages grisés
Les variétés grisées utilisées sont :  le Grenache gris G et le Terret gris G.

#### Cépages blancs
Les variétés blanches utilisées sont : le Bourboulenc B, le Carignan blanc B, le Chardonnay B, le Chasan B, le Clairette B, le Grenache blanc B, le Macabeu B, le Marsanne B, le Muscat à petits grains blancs B, le Roussanne B, le Sauvignon B, le Terret blanc B, le Vermentino B et le Viognier B.

### Types de vin
Il existe 12 labellisations différentes :
- Haute Vallée de l'Orb blanc[2]
- Haute Vallée de l'Orb rosé[3]
- Haute Vallée de l'Orb rouge[4]
- Haute Vallée de l'Orb mousseux de qualité blanc[5]
- Haute Vallée de l'Orb mousseux de qualité rosé[6]
- Haute Vallée de l'Orb mousseux de qualité rouge[7]
- Haute Vallée de l'Orb primeur ou nouveau blanc[8]
- Haute Vallée de l'Orb primeur ou nouveau rosé[9]
- Haute Vallée de l'Orb primeur ou nouveau rouge[10]
- Haute Vallée de l'Orb surmûri blanc[11]
- Haute Vallée de l'Orb surmûri rosé[12]
- Haute Vallée de l'Orb surmûri rouge[13]